# Gillian Flynn
Gillian Flynn (Kansas City, 24 februari 1971) is een Amerikaans schrijfster van romans en filmscenario's.

## Biografie
Gillian Flynn werd in 1971 in Kansas City (Missouri) geboren als de dochter van Edwin Matthew Flynn en Judith Ann Schieber. Beide ouders gaven les aan een community college. Haar oudere broer, Travis, is een machinist. Ze studeerde Engels en journalistiek aan de Universiteit van Kansas en de Northwestern-universiteit in Chicago.
In 1997 begon ze aan haar carrière als journaliste. Ze schreef eerst voor U.S. News & World Report en werd nadien in dienst genomen bij Entertainment Weekly. Ze werkte zich op tot tv-recensente en schreef ook over films. In december 2008 werd ze ontslagen.
Reeds tijdens haar journalistieke carrière begon Flynn met het schrijven van romans. In haar boeken staan vaak vrouwen centraal, maar omdat die vrouwelijke personages regelmatig een kwaadaardige of negatieve rol spelen in het verhaal wordt ze door sommige critici als een vrouwenhaatster bestempeld. Flynn ontkent dit en ziet zichzelf als een feministe.
Haar roman Gone Girl (2012) werd in 2014 verfilmd door regisseur David Fincher. Flynn schreef zelf het scenario voor de gelijknamige verfilming. Een jaar later werd ook haar roman Dark Places (2009) verfilmd. In 2018 werd haar roman Sharp Objects door HBO omgevormd tot een miniserie met Amy Adams als hoofdrolspeelster. Sinds 2014 werkt Flynn ook aan een Amerikaanse versie van de Britse thrillerserie Utopia (2013–2014).

## Filmografie
Verfilmd werk
- Gone Girl (2014)
- Dark Places (2015)
- Sharp Objects (2018) (miniserie)

Als scenarioschrijfster
- Gone Girl (2014)